# Jorge Luis Acevedo Vargas
Jorge Luis Acevedo Vargas (* 24. August 1943 in San José, Costa Rica) ist ein costa-ricanischer Musikethnologe, Sänger im Stimmfach Bariton, Komponist und Chorleiter.

## Leben
Jorge Luis Acevedo Vargas erhielt seinen ersten Musikunterricht bei Isidro Aguilar Sáenz, dem Kapellmeister der Pfarrkirche Santa Ana. Später besuchte er das Conservatorio de Música de la Universidad de Costa Rica, der heutigen Escuela de Artes Musicales. Er studierte Musikpädagogik und wurde als Bachelor im Fach Musik mit Schwerpunkt Gesang graduiert. Er ging nach Europa und studierte in Europa an der École Normale de Musique de Paris. Hier wurde er im Fach Konzertgesang graduiert. Daneben studierte er Gregorianik und Chorleitung am Institut Catholique de Paris. An der École pratique des hautes études studierte er Musikethnologie. Zurück in Costa Rica wurde er Dozent an der Escuela de Artes Musicales und gründete das Sinfonieorchester der Universität Costa Rica. Von 1987 bis 1991 war er Dekan der Fakultät der Schönen Künste. Er erhielt den Nationalpreis Aquileo J. Echeverría für Musik für seine Oper Sukia aus dem Jahr 1986. Er war Leiter der costa-ricanischen Arbeitsgruppe für das Diccionario de Música Española e Hispanoamericana. Er gab zahlreiche Konzerte in Costa Rica, Spanien, Puerto Rico, den Vereinigten Staaten, Frankreich, Italien und Venezuela. In den letzten Jahren organisierte er mehrere Ausstellungen zur indigenen Kunst Costa Ricas.

## Werke (Auswahl)

### Schriften
- Acevedo Vargas, Jorge Luis, Mills de Pinyas, Ronald DeWitt: Los indígenas en la actualidad Costarricense
- La música en Guanacaste, San Jose, 1980
- La música en las Reservas Indígenas de Costa Rica, 1986
- Santa Ana, recursos socioculturales,1996
- El aporte negro en la música folclórica costarricense, San José, 1997
- Breve historia y catálogo de la música costarricense en las bandas nacionales de Costa Rica, San José, 1997

### Bühnenwerke
- Mamaduka, Teatro Castella, 1984
- El Sukia, Teatro Nacional, San José, 1986
- Serrabá, Teatro Nacional, 1987
- Itza, 1989

### Orchesterwerke
- Suite Guanacaste, 1985
- Pequeña obertura, 1993

### Vokalwerke
- Cantos de un trovador, Liederzyklus nach traditioneller Musik aus Guanacaste, 1979
- Cosas de la Pampa, Liederzyklus nach traditioneller Musik aus Guanacaste, 1979
- Opera für Gesangsolisten, Chor, Klavier, Schlagzeug und Bläserquintett, 1989

### Kammermusik
- Apunte interior für Flöte, Klavier und Schlagzeug, 1990
- Guayabo für Flöte, Klavier und Schlagzeug, 1990
- Drei Cantos de cuna Bribris für Oboe, Pianofort und Schlagzeug, 1992
- Vier Cantos fúnebres para un infante indígena für Flöte, Klavier und Schlagzeug, 1992
- Despertar de primavera für Oboe, Klarinette, Klavier und Schlagzeug, 1993
- Estados de ánimo für Blechbläserquintett und Schlagzeug, 1994
- La Ramona, für diatonische Marimba, Klavier und Schlagzeug, 1994
- Muturranga für Flöte, Klavier und Schlagzeug, 1995
- La catedral olvidada für Violoncello, Klavier und Schlagzeug, 1996